# كابري
كابري هي بلدية في مدينة تورينو الحضرية في المنطقة الإيطالية بيدمونت ، وتقع على بعد حوالي 35 كيلومتر (22 ميل) من غرب تورينو . و تقع كابري على حدود البلديات الآتية: Condove و Rubiana و Villar Dora و Sant'Ambrogio di Torino و Chiusa di San Michele .